# San Miguel Mezquitepec
San Miguel Mezquitepec är en ort i Mexiko.   Den ligger i kommunen Copalillo och delstaten Guerrero, i den sydöstra delen av landet, 170 km söder om huvudstaden Mexico City. San Miguel Mezquitepec ligger 608 meter över havet och antalet invånare är 316.
Terrängen runt San Miguel Mezquitepec är huvudsakligen kuperad. San Miguel Mezquitepec ligger nere i en dal. Runt San Miguel Mezquitepec är det glesbefolkat, med 18 invånare per kvadratkilometer. Närmaste större samhälle är Copalillo, 11,2 km nordväst om San Miguel Mezquitepec. I omgivningarna runt San Miguel Mezquitepec växer huvudsakligen savannskog.